# Giulio Cesare Angeli
Giulio Cesare Angeli (Perugia, 1570 ca. – Perugia, 26 luglio 1630) è stato un pittore italiano del primo periodo del Barocco, attivo principalmente a Bologna e Perugia.

## Biografia
Secondo il Pascoli, storico dell'arte locale, si trasferì a Bologna con altri giovani pittori perugini alla bottega di Ludovico Carracci. Rientrato in seguito a Perugia, vi rimase tutto il resto della vita. Luigi Antonio Lanzi riteneva che fosse un buon colorista, ma appena passabile come disegnatore, abile nel panneggio ma non nel nudo.
Tra i suoi allievi si ricordano Stefano Amadei, Cesare Franchi e Cesare Pollini.

### Opere
Tutte le sue opere note sono conservate in Perugia:
- Nove tele con Fatti della vita di Gesù nell'oratorio di Sant'Agostino, dipinte tra il 1618 e il 1630
- Pala di San Carlo Borromeo, nella chiesa di San Simone del Carmine
- Pala di San Michele Arcangelo, nella chiesa dell'Ospedale della Misericordia, dipinta nel 1625 per Lucrezia Montesperelli
- Madonna e Santi nella chiesa di Santa Maria di Colle Landone
- Madonna in gloria nel Duomo
- Santa Agnese e Madonna e san Francesco del 1613 nel monastero di Santa Agnese